# Броневая улица (Санкт-Петербург)
Бронева́я улица — улица в Кировском районе Санкт-Петербурга. Проходит от Кубинской улицы до улицы Возрождения.

## История
Название Броневая улица известно с 1930-х годов, происходит от названия железнодорожной станции Броневая, на которой, по словам старожилов, шла отгрузка военной продукции «Кировского завода».

## Достопримечательности
- Железнодорожная станция Броневая[3]
- Автовская ТЭЦ-15 (дом 6)[4]
- ООО «Газпром трансгаз Санкт-Петербург»
- АП «Ленгаз»
- ОАО «Ленгазспецстрой», корпус[5]
- Железнодорожная станция Нарвская (пешеходный переход через ж/д пути к улице Васи Алексеева)
- Броневая улица, д. 7, лит. Б — строительная площадка шахты № 845 Красносельско-Калининской линии метрополитена.

## Фотогалерея

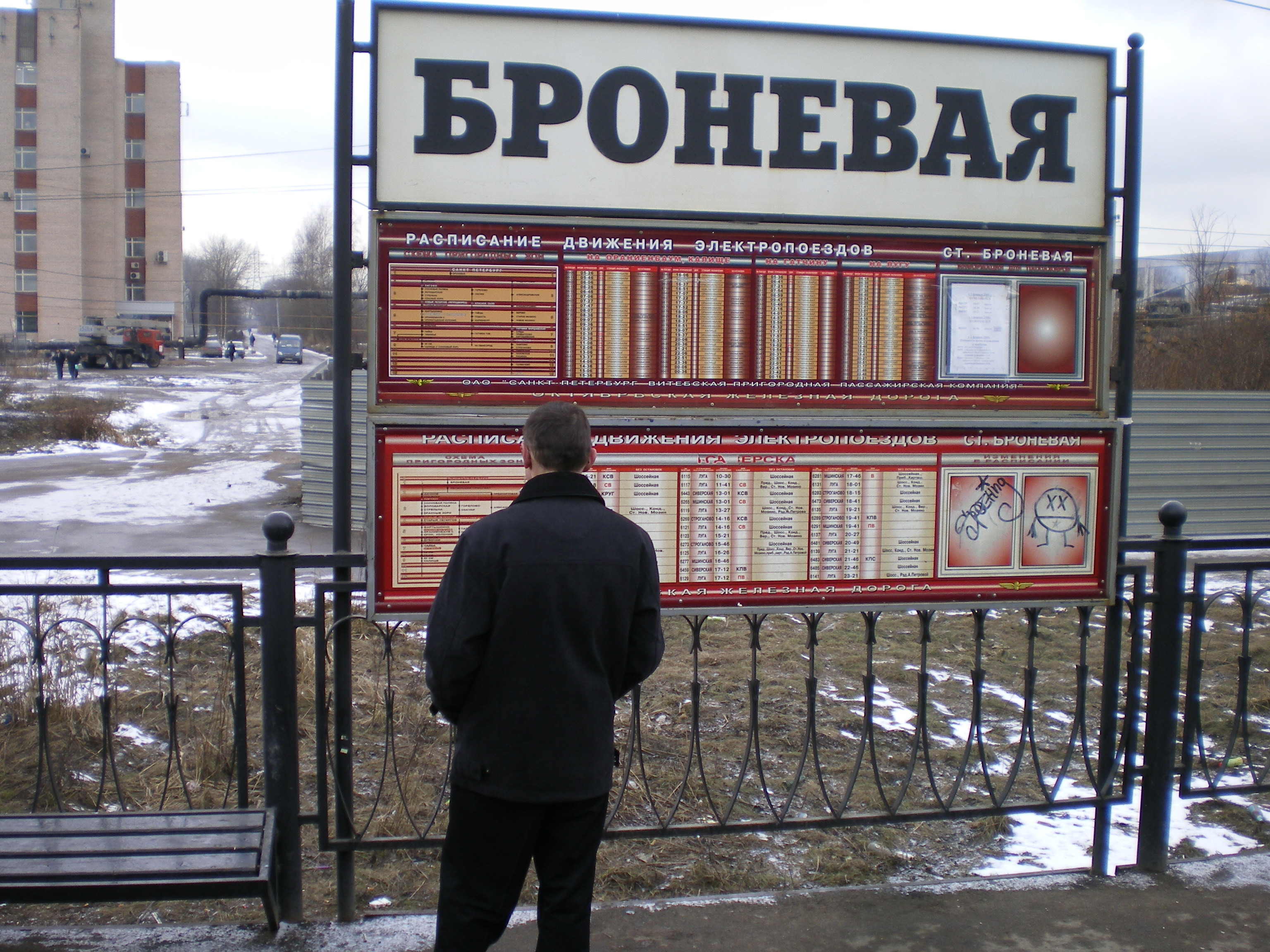
Железнодорожная станция «Броневая»
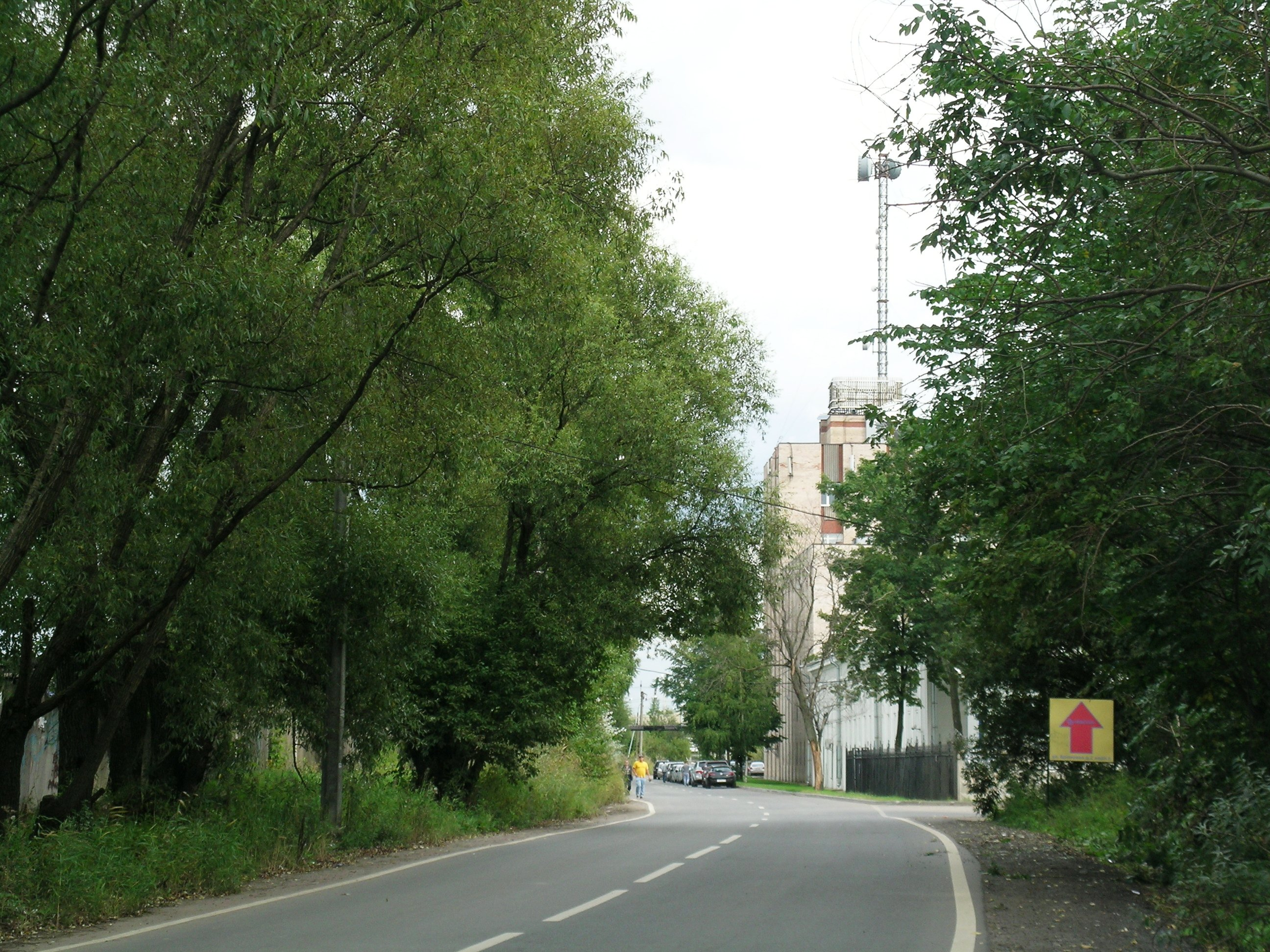
Вид д. 4
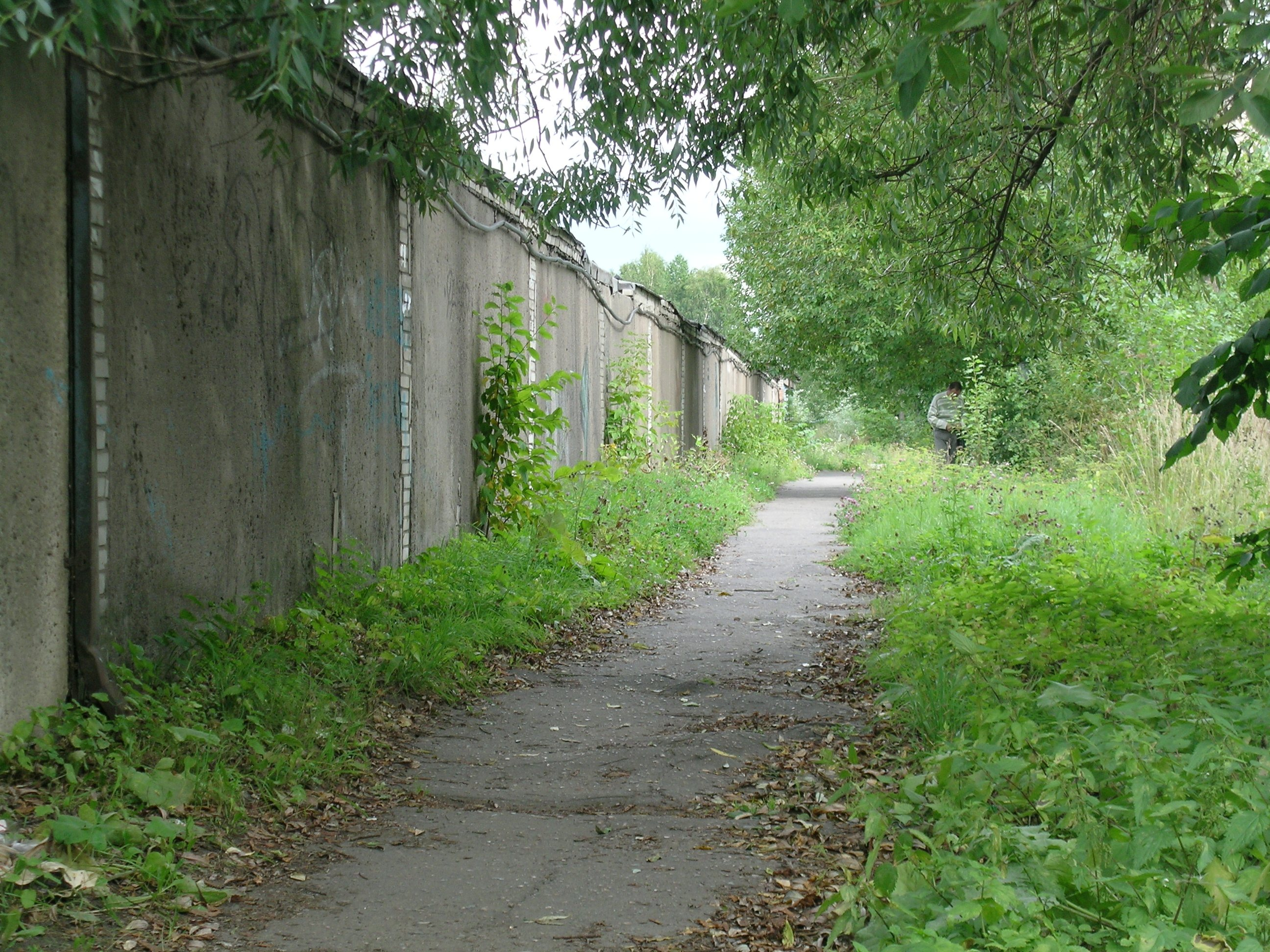
Пешеходная часть, «чудесным образом» исчезнувшая из паспорта улицы. Остатки асфальта ещё советского периода.
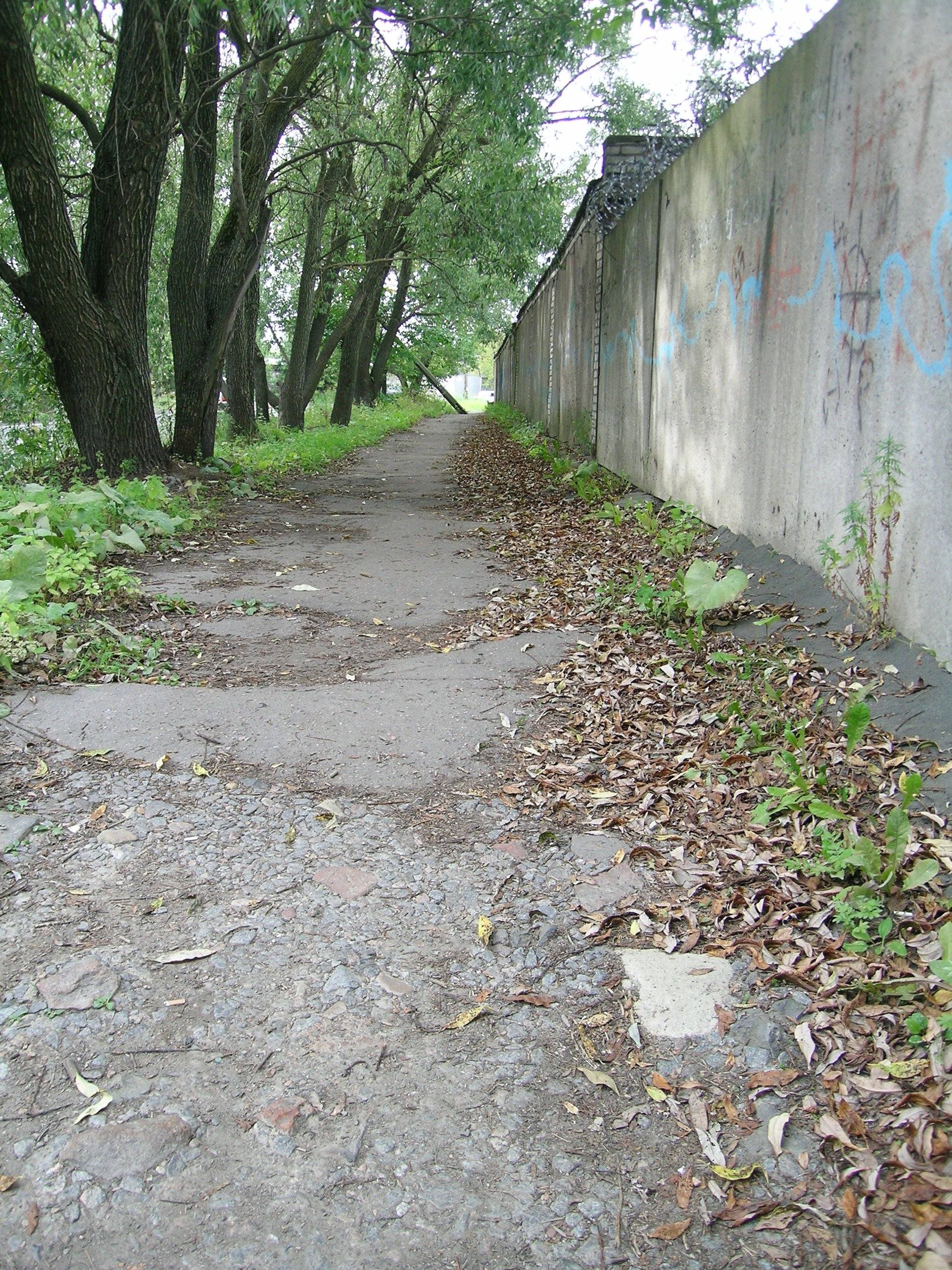
Остатки асфальта ещё советского периода
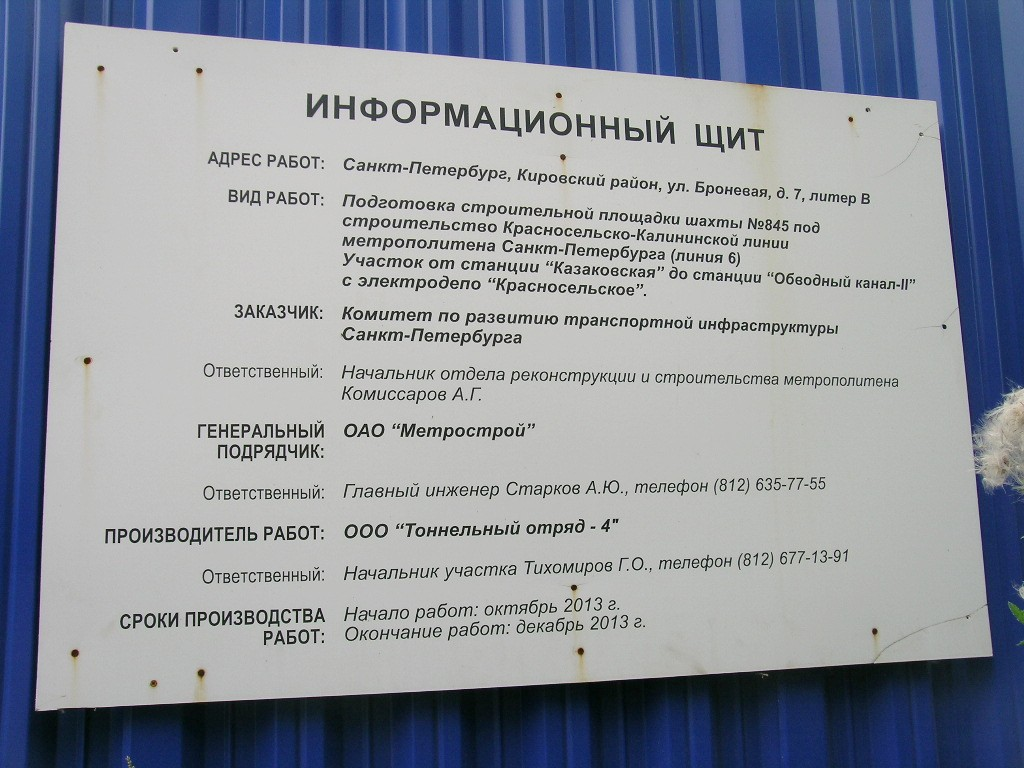
Строительная площадка шахты № 845 Красносельско-Калининской линии метрополитена
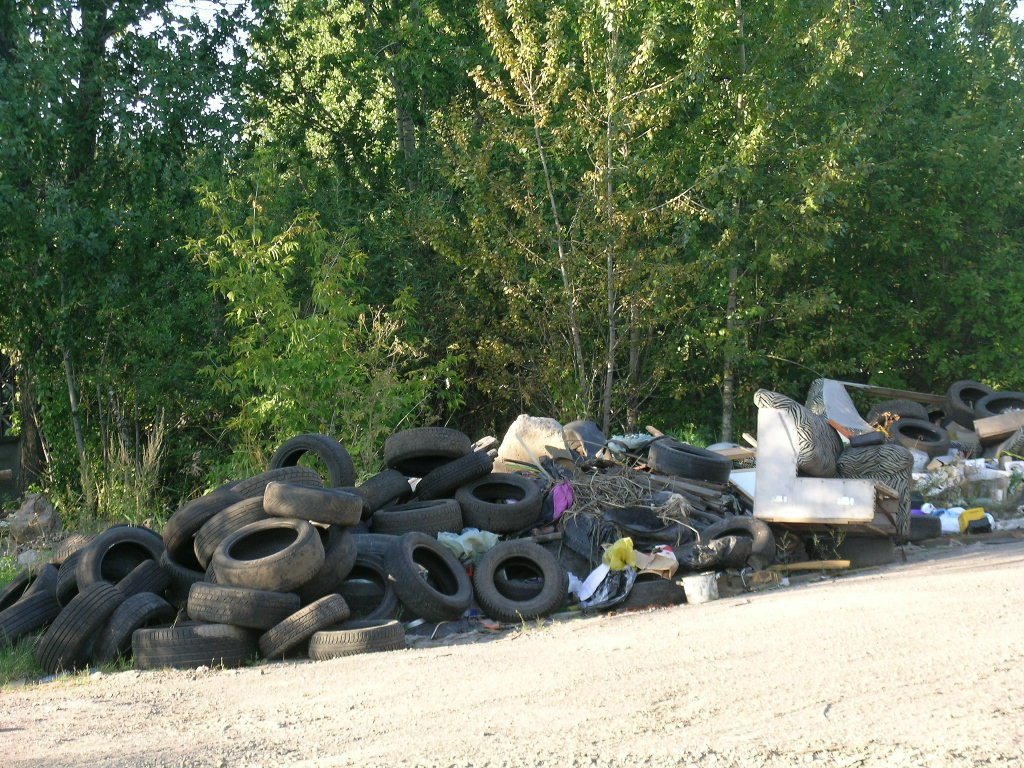
Даже после реконструкции улицы, тротуар не восстановлен, мусор полностью не вывезен